# Khettouti Sed El Djir
Khettouti Sed El Djir (în arabă خطوطي سد الجير) este o comună din provincia M'Sila, Algeria.
Populația comunei este de 7.058 de locuitori (2008).